# Кина на Папуа Нова Гвинея
Кината е официалната валута и разплащателно средство в Папуа-Нова Гвинея от 19 април 1975, когато страната получава независимост от Австралия, под чиято опека е била повече от 20 години. Дели се на 100 тоеа.

## Монети
През 1975 г. са въведени монети от 1, 2, 5, 10 и 20 тоеа и 1 кина. 1 и 2 тоеа са сечени от бронзова сплав, а останалите от медно-никелова. Монетата от 1 кина е кръгла и с дупка в центъра. Тази деноминация е намалена по размер от 2006 г., а по-голямата монета е демонетизирана от 31 декември 2008 г. През 2008 г. се въвежда и биметална монета от 2 кина, предназначена да замени банкнотата от 2 кина.
Изтеглянето на монети от 1 и 2 тоеа също се случва през 2006 г. и от 19 април 2007 г. те вече не са законно платежно средство. На гърба на монета от 1 тоеа е изобразена пеперуда, докато на монета от 2 тоеа е изобразена рибата Pterois.
През 1980 г. са въведени монети с номинал 50 тоеа, но издадени само във възпоменателна форма без стандартен дизайн.

## Банкноти
На 19 април 1975 г. са въведени в обращение банкноти от 2, 5 и 10 кина, които заменят австралийския долар номинално и по този начин цветовата им схема е същата. Те са в обращение заедно с долара до 1 януари 1976 г., когато доларът престава да бъде законно платежно средство. Банкнотата от 20 кина е въведена през 1977 г., 50 кина през 1988 г., последвана от 100 кина през 2005 г. Всички оцветявания на отделните купюри са същите като текущата и бившата австралийска десетична валута.
През 1999 г. започва да излиза нова емисия банкноти, като първата банкнота е 50 кина през 1999 г., след това 100 кина през 2005 г., 2 и 20 кина през 2007 г. и 5 и 10 кина през 2008 г. Хартиените банкноти престават да се приемат от централната банка от 31 декември 2014 г. и вече не са законно платежно средство.